# Santo Stefano e sei suoi compagni consacrati diaconi da san Pietro

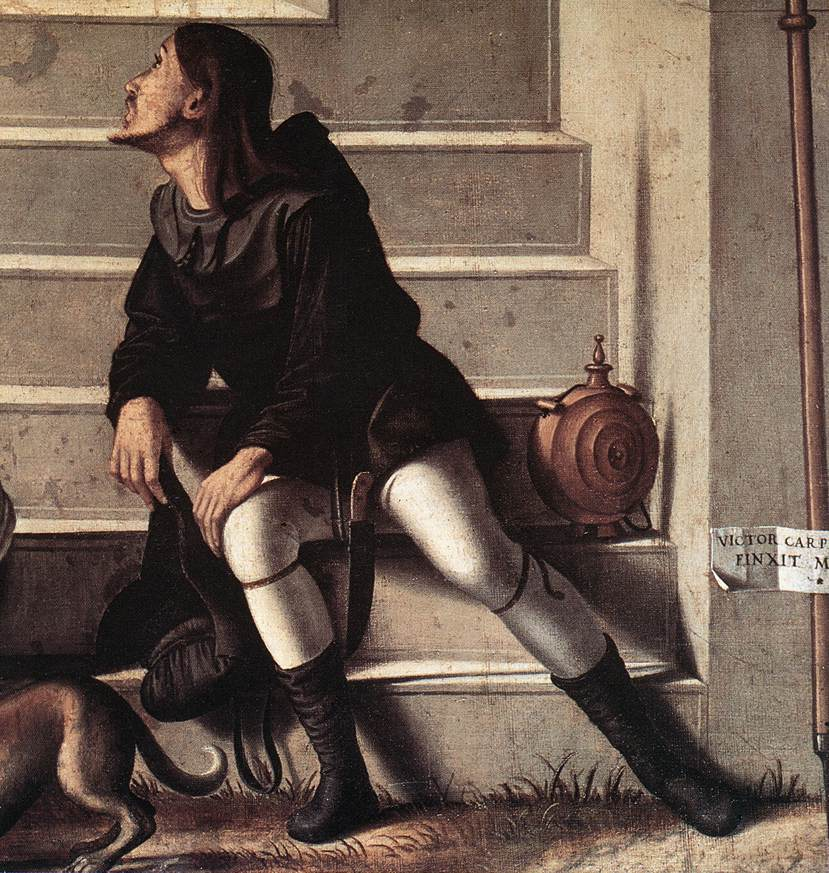
Dettaglio

Santo Stefano e sei suoi compagni consacrati diaconi da san Pietro è un dipinto olio su tela (148x231 cm) di Vittore Carpaccio, firmato e datato 1511 e conservato nella Gemäldegalerie di Berlino. Si tratta di uno dei cinque teleri (di cui uno perduto) eseguiti per la Scuola di Santo Stefano di Venezia.

## Storia
La confraternita era una delle Scuole minori di Venezia. Ampliata nel 1476 e accresciuta da un massiccio numero di adesioni dal 1506, fu decorata dal ciclo di teleri di Carpaccio, specialista del genere, che vi lavorò dal 1511 al 1520.
Con la soppressione della confraternita nel 1806 tutte le decorazioni e gli arredi vennero venduti e dispersi; i teleri in particolare finirono, dopo vari passaggi, in più musei e uno di essi (Processo di santo Stefano) andò perduto.
Si tratta di opere della fase discendente dell'artista, chiuso in sé stesso e fedele al suo attardato stile quattrocentesco mentre la pittura veneziana veniva rivoluzionata da Giorgione e da altri artisti.

## Descrizione e stile
La scena, secondo uno schema collaudato da tempo, si svolge tutta sul proscenio del primo piano, con gruppi concatenati di personaggi. A sinistra un gruppo di personaggi con fogge bizantine e orientali (con turbanti e con una berretta alla Giovanni VIII Paleologo), mentre a destra, dopo un gruppo di donne, si vedono Stefano e i suoi sei compagni, inginocchiati su diversi gradini a seconda dell'importanza, che ricevono la consacrazione come diaconi dall'attempato san Pietro. Dietro di lui, in quella che dovrebbe evocare l'antica Basilica Vaticana, si trova un gruppo di santi, probabilmente altri apostoli o evangelisti. Assistono inoltre alla scena alcuni passanti, come il giovane pellegrino in primo piano (riconoscibile dalla bisaccia e dal bordone, allusione alla città di Roma come meta di pellegrinaggio) che, seduto sui gradini, si volta di spalle sfondando lo spazio del dipinto, forse l'invenzione più felice dell'intera scena.
Lo sfondo è composto da un variegato paesaggio che si perde in lontananza, con a sinistra un tempietto e curiose colline rigonfie, mentre a destra si vede il lungo scorcio delle mura della città di Roma, con una torre fortificata alla moderna; al centro si vede un'insenatura, davanti alla quale alcune figurette sono occupate in varie attività. Numerosi sono gli animali simbolici, come il pappagallo rosso e il cane levriero.